# Dmitri Georgijewitsch Debabow
Dmitri Georgijewitsch Debabow (russisch Дмитрий Георгиевич Дебабов; * 1901; † 1949) war ein sowjetischer Fotograf. Er gilt als wichtiger Bildjournalist der Sowjetunion.

## Leben und Werk
Debabow lernte zunächst Dreher in einem Metall verarbeitenden Betrieb. Anfang der 1920er-Jahre war er in einem Arbeitertheater aktiv und wandte sich schließlich der Malerei zu. Er studierte darauf Theater und Film bei Eisenstein am Zentralinstitut für Film (VGIK). Ab 1926 arbeitete er als Fotoreporter bei der Iswestija und der Komsomolskaja Prawda. Ab Mitte der 1930er Jahre unternahm er ausgedehnte Reportagereisen, nahm Bilder von Bergwerken oder Fabrikbetrieben auf, u. a. vom Bau des Hüttenkombinats Magnitogorsk. Er reiste außerdem durch die Arktis und folgte den großen Eisbrechern; dabei entstanden 1934–37 Bildserien über den Walfang. 1936/37 arbeitete er maßgeblich bei der von Alexander Schitomirski gestalteten Zeitschrift Stroim mit. 1949 verstarb er während einer Sibirienreise.
Dmitri Debabow verfasste ein Tagebuch und gab ein Buch seiner gesammelten Fotografien heraus (Mit meiner Leica aufgenommen).